# Тайлак-баатыр
Тайлак-баатыр (кирг. Тайлак баатыр), в китайских источниках известен как Тай-ле-кэ (кит. трад. 泰拉克, пиньинь Tài lā kè); 1796, Ак-Таала — 1838, крепость Куртка) — киргизский политический и военный деятель. Активный участник анти-цинского движения в Кашгарии, один из предводителей киргизов в борьбе с Кокандским ханством.

## Биография

### Легенда о спасении деда Тайлака
Сын известного китайского чиновника, возвращаясь из путешествия в Бухару и Самарканд, встретился с джигитами Жанболота у Чатыр-Куля. Из-за непонимания китайского языка джигиты убили молодого человека, назвав его китайским шпионом. 
Узнав о гибели сына, чиновник отправил в Тенир-Тоо солдат с целью найти убийцу. Один из врагов Жанболота сообщил об этом, и Жанболота увезли в Китай.
Через три года его брат, Тобок Алып, отправился в Китай на поиски. Он нашёл Жанболота у китайского чиновника. Чиновник, видя силу Тобок Алыпа, предложил испытание: если он выдержит три удара китайского балбана и не упадёт, то освободят обоих братьев; в противном случае его бросят в зиндан.
Тобок Алып согласился и выдержал три удара, спасая Жанболота из китайского плена.

### Рождение
Тайлак-батыр родился в 1796 года в Ак-Талинском районе Нарынской области. С раннего возраста он участвовал в военных столкновениях, вел борьбу против влияния Империи Цин. В этом освободительном движении также участвовал брат Тайлак-батыра Атантай.

### Поддержка восстания Джахангира-ходжи
Осенью 1820 года Джахангир-ходжа с несколькими сотнями киргизов вторгся в Восточный Туркестан, через четыре года он вместе с киргизами спустился с Алая и атаковал маньчжурский пост Улуг. Войска киргизов возглавляли батыры Тайлак и Байбахаш. В 1825 году цинские войска Баян-Бату атаковали киргизские поселения в отместку за этот рейд, войска под командованием Тайлак-батыра перебили цинское войско в ущелье Кароо, а сам Баян-Бату покончил жизнь самоубийством.
Мадали-хан помогал ходжам финансами и армией, на поддержку уйгурских повстанцев было отправлено войско в 10 тысяч человек. Оно состояло из ферганских киргизов, кочевых узбеков и горных таджиков. В 1826 году повстанцы взяли Кашгар, за ним были освобождены Яркенд и Хотан. В осаду были взяты Аксу и Учтурфан. Ситуацию несколько осложняла личная неприязнь между Мадали-ханом и Джахангир-ходжой. Белогорский ходжа также поссорился с иссык-кульскими киргизами, и те ушли в Фергану. В 1827 году цинское правительство направило карательные отряды для подавления восстания. Цинские войска подошли к Кашгару и тогда Джахангир-ходжа отступил к нарынским киргизам. В марте 1828 года маньчжуры заняли Кашгар, Джахангир-ходжа отступил в горы. Нужно сказать, что между уйгурами, с одной стороны, и с войсками киргизов и кокандцев, с другой стороны начались противоречия. Не были дружны и сами уйгуры между собой. Черногорские ходжи были готовы скорее принять цинскую власть, чем оказать поддержку белогорцам. Летом 1828 года Джахангир-ходжа был схвачен и жестоко казнён в Пекине, путём разрезания на тысячу частей.

### Борьба с Кокандским ханством
В 1830-х годах кыргызы под командованием Тайлак-батыра сдерживали 7-тысячное кокандское войско. В 1837 году на киргизские владения развернул наступление кокандский хан Мадали. Перед тем, он направил посольство к османскому султану. Он просил прислать военных инструкторов, наделить Кокандское ханство главенствующим положением в регионе и обязать киргизов подчиниться Коканду. Мадали-хан убил мингбаши Хаккули, и на его место поставил Араб-батыра. Однако тот в долине Жазы и Бычан был разбит киргизами Тайлак-батыра. По китайским данным киргизы убили кокандского чиновника Кулачка. В 1838 году на всекиргизском курултае Тайлак-батыра провозгласили ханом. Однако кокандцы через лекаря Кёр-Акима отравили его. В 1839 году скоропостижно скончался его сподвижник Чонг-Медет, кокандцы ликвидировали и Канай-батыра. В этой критической ситуации киргизы выбрали своим ханом Ормона.

## Память
- Реконструкция мавзолея Тайлак-батыра и Атантай-батыра
- Останки мавзолея Тайлак-батыра и Атантай-батыра
- Вид с мавзолея Тайлак-батыра и Атантай-батыра

- 30 июля 2016 года в высокогорной долине Сонкёль отмечалось 220-летие Тайлак-батыра.[3]